# A ascensão do homem
A Ascensão do Homem (The Ascent of Man em inglês) é uma série de televisão documental britânica de 13 partes produzida pela BBC e Time-Life Films transmitida pela primeira vez em 1973. Foi escrita e apresentada pelo matemático e historiador da ciência britânico Jacob Bronowski, que também escreveu uma adaptação em forma de livro. Concebida como uma série de documentários de "visão pessoal" à maneira da série Civilization de Kenneth Clark de 1969, a série recebeu elogios pela análise altamente informada, mas eloquentemente simples de Bronowski, seus longos e elegantes monólogos e suas extensas filmagens de locações. O programa começou a ser transmitido na BBC2 às 9 da noite no sábado, 5 de maio de 1973  e foi lançado nos EUA em 7 de janeiro de 1975. 

## Resumo
O título alude a The Descent of Man (1871), o segundo livro de Charles Darwin sobre evolução. Ao longo dos 13 episódios da série, Jacob Bronowski viaja pelo mundo para traçar o desenvolvimento da sociedade humana através de sua compreensão da ciência. Foi encomendado especificamente para complementar Civilization (1969), de Kenneth Clark, no qual Clark argumentou que a arte refletia e era informada pelas principais forças motrizes da evolução cultural. Bronowski escreveu em seu livro de 1951 The Commonsense of Science: "Tem sido um dos preconceitos modernos mais destrutivos que arte e ciência são interesses diferentes e de alguma forma incompatíveis". Ambas as séries foram encomendadas por David Attenborough, então controlador da BBC Two, cujo colega Aubrey Singer ficou surpreso por Attenborough priorizar uma série de artes dada sua formação científica. 

## Produção
A série de 13 partes foi filmada em filme de 16 mm. O produtor executivo foi Adrian Malone; diretores de cinema foram Dick Gilling, Mick Jackson, David Kennard e David Paterson. As citações foram lidas pelos atores Roy Dotrice e Joss Ackland. A música da série foi de Dudley Simpson com Brian Hodgson e o BBC Radiophonic Workshop. Músicas adicionais incluem trabalhos de Pink Floyd e Moody Blues, entre outros. Além de Bronowski, as únicas outras pessoas nomeadas que aparecem são o escultor Henry Moore e o sobrevivente polonês de Auschwitz Stefan Borgrajewicz.

## Episódios
1. Inferior aos Anjos – Evolução dos humanos do proto-macaco para a forma moderna há 400.000 anos.
2. A Colheita das Estações – Migração humana precoce, agricultura e os primeiros assentamentos e guerra.
3. O Grão na Pedra – Ferramentas, e o desenvolvimento da arquitetura e da escultura.
4. A Estrutura Oculta – Fogo, metais e alquimia.
5. Música das Esferas – A linguagem dos números e da matemática.
6. O Mensageiro Estelar – o universo de Galileu – e as implicações de seu julgamento na mudança para a ciência “do norte”.
7. The Majestic Clockwork – Explora as leis de Newton e Einstein.
8. The Drive for Power – A Revolução Industrial e o seu efeito na vida cotidiana.
9. A Escada da Criação – As ideias de Darwin e Wallace sobre a origem das espécies.
10. Mundo dentro do mundo – A história da tabela periódica – e do átomo.
11. Conhecimento ou Certeza – A física e o choque da busca do conhecimento absoluto vs. imperfeito, e as dúvidas dos cientistas ao perceberem o terrível desfecho do conflito. Auschwitz. Hiroxima e Nagasaki.
12. Geração após geração – As alegrias da vida, sexo e genética – e o lado sombrio da clonagem.
13. A Longa Infância – tratado de Bronowski sobre o compromisso da humanidade.

## Legado
- Adrian Malone e David Kennard mais tarde emigraram para Hollywood, onde produziram Cosmos (1980), de Carl Sagan.
- Mick Jackson dirigiu a série de TV Connections e, mais tarde, longas-metragens, incluindo The Bodyguard.
- The Ascent of Man foi colocado em 65º lugar em uma lista dos 100 Maiores Programas de Televisão do Mundo votada por profissionais da indústria e elaborada pelo British Film Institute em 2000. [4]
- Charlie Brooker elogia Bronowski e The Ascent of Man em seu programa da BBC Four, Charlie Brooker's Screenwipe. [5]